# Otto Hamann (Zoologe)
Otto Hamann (* 28. November 1857 in Leipzig; † 3. Mai 1925 in Berlin) war ein deutscher Zoologe, Bibliothekar und Hochschullehrer.

## Wirken
Otto Hamann studierte Naturwissenschaften, insbesondere Zoologie, Anatomie und Kunstgeschichte und promovierte 1882 bei Ernst Haeckel an der Universität Jena, dessen späterer Kritiker er wurde. Anschließend habilitierte er sich an der Universität Göttingen und war dort seit 1883 als Privatdozent und wissenschaftlicher Assistent am Institut für Zoologie und vergleichende Anatomie tätig. 1892 erhielt er den Professorentitel. Im selben Jahr trat er als Bibliothekar an der Preußischen Staatsbibliothek in den wissenschaftlichen Bibliotheksdienst ein und arbeitete hier bis zu seinem Ruhestand 1922, zuletzt als Oberbibliothekar.

## Schriften (Auswahl)
- Der Organismus der Hydroidpolypen. Fischer, Jena 1882 (Dissertation Universität Jena).
- Beiträge zur Histologie der Echinodermen. Vier Teile. Fischer, Jena 1884–1889. Teil 1 (Digitalisat), Teil 2 (Digitalisat), Teil 3 (Digitalisat), Teil 4
- (Digitalisat).
- Die Nemathelminthen. Beiträge zur Kenntnis ihrer Entwicklung, ihres Baues und ihrer Lebensgeschichte. Zwei Bände. Costenoble, Jena 1891/1895
- (Digitalisat).
- Entwicklungslehre und Darwinismus. Eine kritische Darstellung der modernen Entwicklungslehre und ihrer Erklärungsversuche mit besonderer Berücksichtigung der Stellung des Menschen in der Natur. Costenoble, Jena 1892 (Digitalisat).
- Beiträge zur Kenntnis der Medusen. In: Zeitschrift für wissenschaftliche Zoologie, Bd. 38 (1893), S. 419–429 (Digitalisat).
- Professor Ernst Haeckel und seine Kampfweise. Eine Erwiderung. Peppmüller, Göttingen 1894 (Digitalisat).
- Europäische Höhlenfauna. Eine Darstellung der in den Höhlen Europas lebenden Tierwelt mit besonderer Berücksichtigung der Höhlenfauna Krains; nach eigenen Untersuchungen. Costenoble, Jena 1896 (Digitalisat).